# Xya subantarctica
Xya subantarctica är en insektsart som först beskrevs av Willemse, C. 1954.  Xya subantarctica ingår i släktet Xya och familjen Tridactylidae. Inga underarter finns listade i Catalogue of Life.